# Emil Szlechter
Emil Henryk Szlechter, także Emile H. Szlechter (ur. 14 stycznia 1906 we Lwowie, zm. 14 stycznia 1995 w Paryżu) – polsko-francuski prawnik pochodzenia żydowskiego, adwokat, znawca tzw. prawa klinowego (praw antycznych Bliskiego Wschodu).

## Życiorys

### Wczesne życie
Urodził się we Lwowie, w rodzinie malarza pokojowego Jakuba oraz Adeli. Miał starszego brata Emanuela (1904–1943) – autora szlagierów, scenarzysty, pisarza, satyryka i aktora.
W 1926 ukończył Państwowe Gimnazjum nr V im. Stefana Żółkiewskiego we Lwowie, a następnie Wydział Prawa Uniwersytetu Jana Kazimierza we Lwowie (1930). Po odbyciu kilkuletniej aplikacji adwokackiej, ok. 1936/1937 wpisany został na listę adwokatów Izby Adwokackiej we Lwowie i uruchomił kancelarię adwokacką przy ul. Akademickiej we Lwowie. Prowadził ją do sierpnia 1939.

### II wojna światowa
Zmobilizowany tuż przed II wojną światową, znalazł się we wrześniu 1939 w Rumunii, skąd dotarł do Francji. Walczył w wojnie z III Rzeszą jako żołnierz polskiej 1 Dywizji Grenadierów we Francji. Ranny w walkach pod Honskirch, zaś po bitwie pod St. Die dostał się do niewoli. Po wyjściu na wolność przedostał się do Tuluzy. Od 1943 działał w strukturach Polskiej Organizacji Walki o Niepodległość „Monika”. W 1944 mianowany podporucznikiem. W kwietniu 1945 odznaczony został przez Prezydenta RP Srebrnym Krzyżem Zasługi z Mieczami.
W czasie wojny stracił całą rodzinę: żonę z dziećmi, braci Emanuela i Maurycego oraz siostrę Różę Marię, którzy prawdopodobnie zostali zamordowani we Lwowie w trakcie Holocaustu.

### Okres powojenny
Po wojnie pozostał we Francji, w 1949 uzyskał francuskie obywatelstwo.
Od 1945 zajmował się naukowo badaniami prawa Starożytnego Bliskiego Wschodu. W 1947 opublikował rozprawę o spółce w prawach starożytnego Bliskiego Wschodu, Grecji i Rzymie. W kolejnych latach tłumaczył na język francuski i komentował tzw. prawa klinowe – sumeryjskie, asyryjskie, akadyjskie, babilońskie, m.in. Kodeks Ur-Nammu, Kodeks z Esznunny, Kodeks Hammurabiego.
Stał się jednym z najwybitniejszych znawców praw sumeryjskich, asyryjskich i babilońskich.
Zmarł w Paryżu 14 stycznia 1995. Spoczywa na cmentarzu Montparnasse, obok drugiej żony H.V. Beuer-Szlechter.